# Пегвісомант
Пегвісомант (торгова назва Сомаверт) — антагоніст рецепторів гормону росту, що використовується в лікуванні акромегалії.  Він застосовується в першу чергу, якщо пухлину гіпофіза, що викликає акромегалію, неможливо контролювати хірургічним шляхом або радіацією, а використання аналогів соматостатину не є успішним, також є ефективним як монотерапія. Він поставляється у вигляді порошку, який змішується з водою та вводиться під шкіру.
Фармакотерапевтична група: Н01АХ01 — гормони передньої частки гіпофіза та їх аналоги.
Формула: {\displaystyle {\ce {C990H1532N262O300S7}}} 

## Відкриття
Пегвісомант був відкритий в університеті Огайо в 1987 році видатним професором  Джоном Копчиком та аспірантом Вень Чен в Біотехнологічному інституті Едісона. Після завершення клінічних випробувань FDA було затверджено для лікування акромегалії у 2003 році та продано компанією Pfizer.

## Структура
Пегвісомант — це білок, що містить 191 амінокислотних залишків, до яких ковалентно пов'язані кілька полімерів поліетиленгліколю з метою уповільнення очищення з крові. Цей білок — це модифікована версія людського гормону росту, призначена для зв'язування та блокування рецептора гормону росту. Його виробляють з використанням генетично модифікованих бактерій кишкової палички. Точніше, пегвісомант синтезується специфічним штамом бактерій Escherichia coli, який був генетично модифікований шляхом додавання плазміди, що несе ген для антагоніста рецепторів гормону росту. Біологічна активність визначається за допомогою біологічного аналізу проліферації клітин.

## Механізм дії
Пегвісомант блокує дію гормону росту на рецептор гормону росту для зменшення вироблення IGF-1.  IGF-1 відповідає за більшість симптомів акромегалії, і нормалізація його рівнів може контролювати симптоми.  Зв'язування препарату Сомаверт з рецептором гормону росту призводить до порушення належного зв'язування з другим рецептором гормону росту з інгібуванням димеризації функціонального рецептора та подальшого внутрішньоклітинного сигнального шляху.
Довготривалі дослідження лікування пегвісомантом як монотерапією показали, що це безпечно, і на сьогоднішній день це найбільш ефективне лікування акромегалії як шляхом монотерапії, так і в поєднанні з аналогами соматостатину.

## Побічні ефекти
Побічні ефекти пегвісоманта включають:
- реакції в місці введення,
- набряк кінцівок,
- біль у грудях,
- гіпоглікемію,
- нудоту,
- гепатит. [13] [14]

Окрім, цього пітливість, головний біль, астенія, грипоподібні захворювання, стомлюваність, гіпертермія, слабкість, погіршання самопочуття, порушення регенерації, периферичний набряк; локальна еритема та болючість, гіпертрофія тканин у місці ін'єкції; діарея, запори, блювання, здуття живота, диспепсія, підвищення показників функціональних печінкових проб, сухість у роті, геморой, підвищення секреції слини, захворювання зубів; артралгія, міальгія, артрит; головний біль, запаморочення, сонливість, тремор, гіпостезія, дисгевзія, мігрень, нарколепсія; свербіж, висипання; патологічні мрії, порушення сну, дратівливість, апатія, сплутаність свідомості, підвищення лібідо, панічні напади, втрата короткочасної пам'яті; гіперхолестеринемія, збільшення ваги тіла, гіперглікемія, відчуття голоду, гіпертригліцеридемія, диспное; астенопія, біль в оці; гематурія, протеїнурія, поліурія, порушення функції нирок; АГ; хвороба Меньєра; тромбоцитопенія, лейкопенія, лейкоцитоз, схильність до кровотечі. 

## Передозування
Під час домаркетингових клінічних досліджень повідомлялося про один випадок гострого передозування препаратом Сомаверт: пацієнт самостійно виконував ін'єкції в дозі 80 мг / добу (що у 2,7 разу вище, ніж максимальна рекомендована підтримувальна доза) протягом семи днів. У пацієнта спостерігалося невелике підвищення втомлюваності, без жодних інших скарг і значущих відхилень з боку результатів клінічних лабораторних аналізів.
У разі передозування застосування препарату Сомаверт слід припинити і не поновлювати його, поки рівень ІФР-I не повернеться до норми.

## Інші потенційні можливості
Недавні дослідження показали потенціал використання пегвісоманту як протипухлинного лікування деяких видів раку в поєднанні з іншими методами лікування.  